# ئی‌ام‌ال ساکالا (ام۳۱۴)
ئی‌ام‌ال ساکالا (ام۳۱۴) (به انگلیسی: EML Sakala (M314)) یک کشتی است که طول آن 52.6 m می‌باشد. این کشتی در سال ۱۹۹۰ ساخته شد.